# Florence Wambugu
Florence Muringi Wambugu (sinh ngày 23 tháng 8 năm 1953) là một nhà nghiên cứu bệnh học và virus học thực vật Kenya. Bà được biết đến với chủ trương sử dụng công nghệ sinh học để tăng sản lượng lương thực ở Châu Phi.

## Giáo dục
bà theo học tại Đại học Nairobi, Kenya, nơi bà nhận bằng Cử nhân Khoa học về thực vật học và động vật học. Bà lấy bằng Thạc sĩ Khoa học về bệnh lý học từ Đại học bang North Dakota, Hoa Kỳ năm 1984; và bằng tiến sĩ của bà từ Đại học Bath, Anh năm 1991.
bà cũng đã được trao Bằng danh dự (Tiến sĩ Khoa học) từ Đại học Bath năm 2009.

## Sự nghiệp chuyên nghiệp
Tiến sĩ Wambugu là người sáng lập, giám đốc và giám đốc điều hành của Africa Harvest Biotech Foundation International (AHBFI) từ năm 1994. AHBFI là một tổ chức phi lợi nhuận có văn phòng tại Nairobi, Kenya, Johannesburg, Nam Phi và Washington, DC, được thành lập và làm việc với tư cách là Giám đốc khu vực Châu Phi, ISAAA - trung tâm Afri, ở Nairobi. Từ 1978 đến 1991, bà làm nhân viên nghiên cứu cao cấp (nhà nghiên cứu bệnh học) và điều phối viên nghiên cứu công nghệ sinh học thực vật tại Viện nghiên cứu nông nghiệp Kenya (KARI), Kenya. Sau đó (1991-1994), bà là nghiên cứu sinh sau tiến sĩ với công ty Monsanto.
bà đã xuất bản hơn 100 bài báo và đồng tác giả nhiều bài báo.
Trước đây, bà từng phục vụ trong một số ban giám đốc bao gồm Ủy ban khu vực tư nhân của CGIAR, mục tiêu phát triển thiên niên kỷ của Liên hợp quốc; bà cũng là thành viên của Ủy ban điều hành Diễn đàn nghiên cứu nông nghiệp ở châu Phi (FARA); Hội đồng tư vấn công nghệ sinh học của công ty DuPont, Hoa Kỳ; Viện tài nguyên di truyền thực vật quốc tế (IPGRI, hiện được gọi là Bioversity International) và Diễn đàn các bên liên quan về công nghệ sinh học châu Phi (ABSF). Hiện tại, bà đang phục vụ như một thành viên Hội đồng của Science and Technology in Society forum Nhật Bản Science and Technology in Society forum; thành viên ban chỉ đạo của Tổ chức Hành động Châu Âu về Khoa học Đời sống Toàn cầu (EAGLES); và là thành viên Hội đồng Khoa học của Thử thách lớn của Quỹ Bill và Melinda Gates về Sức khỏe Toàn cầu.

## GM Sweet Potato
Florence Wambugu đã tham gia vào một dự án phát triển khoai lang biến đổi gen (GM). Vào tháng 2 năm 2004, tạp chí khoa học, New Scientist, đã báo cáo  rằng dự án đã thất bại.

## Giải thưởng
Tiến sĩ Wambugu là người nhận giải thưởng của IITA (Viện nông nghiệp nhiệt đới quốc tế, Nigeria), 1981; Giải thưởng khoa học cây trồng năm 1989 của KARI cho nhà khoa học xuất sắc của năm; Giải thưởng / Tài trợ nghiên cứu khu vực của Trung tâm khoai tây quốc tế (CIP), 1989; Giải thưởng hỗ trợ nông dân, Hội đồng tiếp thị Pyrethrum của Kenya, 1990; được công nhận là một ứng cử viên tiến sĩ gương mẫu, Phòng virus học của Tổ chức nghiên cứu làm vườn quốc tế ở Anh và KARI, 1991; Giải thưởng thành tích xuất sắc của công ty Monsanto, 1992, 1993; người chiến thắng hạng nhất, Giải thưởng Mạng lưới phát triển toàn cầu, Năm KARI 2000; Giải thưởng Mạng lưới phát triển toàn cầu của Ngân hàng Thế giới năm 2000 đã giới thiệu thành công chuối văn hóa mô ở Kenya và Người phụ nữ của năm do Tạp chí Eve. 
Một trong những giải thưởng mới nhất là Giải thưởng Yara mà Tiến sĩ Wambugu nhận được năm 2008 từ Quỹ Yara có trụ sở ở Na Uy vì những đóng góp quan trọng của bà trong việc chống đói nghèo ở Châu Phi.

## Cuộc sống cá nhân
Florence Wambugu là một bà mẹ đơn thân của ba đứa con.